# Liga Światowa w Piłce Siatkowej 2010 (grupa C)
Do rywalizacji w fazie interkontynentalnej Ligi światowej siatkarzy przystąpiło 16 reprezentacji. W grupie C znalazły się następujące drużyny:
- Stany Zjednoczone
- Rosja
- Finlandia
- Egipt

Mecze w grupie C rozegrane zostały pomiędzy 4 czerwca a 10 lipca.

## Tabela
| Lp. | Drużyna           | Pkt | Mecze | Mecze   | Mecze   | Małe punkty | Małe punkty | Małe punkty | Sety | Sety | Sety  |
| Lp. | Drużyna           | Pkt | M     | W (3:2) | P (2:3) | zdob.       | str.        | ratio       | wyg. | prz. | ratio |
| --- | ----------------- | --- | ----- | ------- | ------- | ----------- | ----------- | ----------- | ---- | ---- | ----- |
| 1   | Rosja             | 29  | 12    | 10 (1)  | 2 (0)   | 1024        | 847         | 1.209       | 31   | 12   | 2.583 |
| 2   | Stany Zjednoczone | 23  | 12    | 8 (2)   | 4 (1)   | 1079        | 1082        | 0.997       | 28   | 21   | 1.333 |
| 3   | Finlandia         | 12  | 12    | 4 (1)   | 8 (1)   | 987         | 1042        | 0.947       | 18   | 28   | 0.643 |
| 4   | Egipt             | 8   | 12    | 2 (1)   | 10 (3)  | 973         | 1092        | 0.891       | 16   | 32   | 0.500 |

Źródło: FIVB
Punktacja: 3:0 i 3:1 – 3 pkt; 3:2 – 2 pkt; 2:3 – 1 pkt; 1:3 i 0:3 – 0 pkt
Zasady ustalania kolejności: 1. liczba punktów; 2. liczba zwycięstw; 3. stosunek małych punktów; 4. stosunek setów

## Mecze
1. kolejka
| 4 czerwca 2010 | Rosja                    | 3:0 (25:15, 26:24, 25:14) | Stany Zjednoczone      | Divs, Jekaterynburg                         |  |
| 18:10          | Dmitrij Muserskij 13 pkt | raport                    | Matthew Anderson 9 pkt | Widzów: 4504 Sędziowie: K. Kim i S. Koshiba |  |

| 5 czerwca 2010 | Rosja                   | 3:1 (25:14, 25:22, 21:25, 25:21) | Stany Zjednoczone   | Divs, Jekaterynburg                         |  |
| 18:10          | Maksim Michajłow 23 pkt | raport                           | Riley Salmon 18 pkt | Widzów: 4325 Sędziowie: S. Koshiba i K. Kim |  |

| 5 czerwca 2010 | Finlandia            | 2:3 (25:23, 24:26, 16:25, 25:20, 13:15) | Egipt                 | Tampere Ice Arena, Tampere                         |  |
| 18:40          | Antti Siltala 14 pkt | raport                                  | Ahmed Abdelhay 21 pkt | Widzów: 2320 Sędziowie: G. Blyaert i K. Partiainen |  |

| 6 czerwca 2010 | Finlandia            | 3:1 (25:22, 23:25, 25:20, 25:19) | Egipt                 | Tampere Ice Arena, Tampere                         |  |
| 16:10          | Mikko Oivanen 23 pkt | raport                           | Ahmed Abdelhay 17 pkt | Widzów: 2235 Sędziowie: G. Blyaert i K. Partiainen |  |

2. kolejka
| 11 czerwca 2010 | Rosja               | 3:1 (26:24, 22:25, 25:21, 25:15) | Egipt                 | VKK Kaliningrad Arena, Królewiec              |  |
| 18:10           | Taras Chtiej 12 pkt | raport                           | Ahmed Abdelhay 18 pkt | Widzów: 4650 Sędziowie: D. Joo i R. Barnstorf |  |

| 12 czerwca 2010 | Rosja                    | 3:2 (23:25, 25:19, 25:17, 22:25, 15:8) | Egipt                 | VKK Kaliningrad Arena, Królewiec              |  |
| 18:10           | Dmitrij Muserskij 16 pkt | raport                                 | Ahmed Abdelhay 20 pkt | Widzów: 4780 Sędziowie: R. Barnstorf i D. Joo |  |

| 11 czerwca 2010 | Finlandia            | 3:1 (27:25, 18:25, 25:27, 18:25) | Stany Zjednoczone  | Tampere Ice Arena, Tampere                     |  |
| 18:40           | Antti Siltala 20 pkt | raport                           | Sean Rooney 22 pkt | Widzów: 3940 Sędziowie: O. Castillo i G. Gaupp |  |

| 12 czerwca 2010 | Finlandia            | 1:3 (25:18, 23:25, 21:25, 26:28) | Stany Zjednoczone  | Tampere Ice Arena, Tampere                     |  |
| 18:40           | Antti Siltala 22 pkt | raport                           | Sean Rooney 18 pkt | Widzów: 4560 Sędziowie: G. Gaupp i O. Castillo |  |

3. kolejka
| 18 czerwca 2010 | Rosja                   | 3:1 (26:24, 22:25, 25:21, 25:15) | Finlandia                  | VKK Kaliningrad Arena, Królewiec                         |  |
| 18:10           | Maksim Michajłow 16 pkt | raport                           | Olli-Pekka Ojansivu 10 pkt | Widzów: 4650 Sędziowie: P. Deregnaucourt i G. Eizikovits |  |

| 19 czerwca 2010 | Rosja               | 3:1 (25:18, 25:16, 18:25, 25:18) | Finlandia          | VKK Kaliningrad Arena, Królewiec                          |  |
| 18:10           | Taras Chtiej 18 pkt | raport                           | Urpo Sivula 17 pkt | Widzów: 4310 Sędziowie: G. Eizitkovits i P. Deregnaucourt |  |

| 18 czerwca 2010 | Stany Zjednoczone      | 3:1 (25:19, 25:15, 14:25, 25:21) | Egipt                 | Cabarrus Arena, Concord                              |  |
| 19:10           | Clayton Stanley 15 pkt | raport                           | Mohamed Badawy 14 pkt | Widzów: 2986 Sędziowie: R. Cholakian i C. Van Gompel |  |

| 19 czerwca 2010 | Stany Zjednoczone   | 3:1 (26:24, 22:25, 25:21, 25:15) | Egipt                 | Cabarrus Arena, Concord                              |  |
| 19:10           | Kevin Hansen 14 pkt | raport                           | Ahmed Abdelhay 18 pkt | Widzów: 3132 Sędziowie: C. Van Gompel i R. Cholakian |  |

4. kolejka
| 25 czerwca 2010 | Egipt                 | 0:3 (18:25, 18:25, 16:25) | Rosja                   | Cairo Complex Hall, Kair                          |  |
| 20:10           | Ahmed Abdelhay 15 pkt | raport                    | Maksim Michajłow 16 pkt | Widzów: 4800 Sędziowie: D. Zaharescu i A. Alenezi |  |

| 26 czerwca 2010 | Egipt                 | 0:3 (17:25, 12:25, 18:25) | Rosja                    | Cairo Complex Hall, Kair                          |  |
| 20:10           | Ahmed Abdelhay 12 pkt | raport                    | Dmitrij Muserskij 13 pkt | Widzów: 5460 Sędziowie: A. Alenezi i D. Zaharescu |  |

| 25 czerwca 2010 | Stany Zjednoczone      | 2:3 (22:25, 25:14, 20:25, 25:19, 11:15) | Finlandia          | Sears Centre, Hoffman Estates                          |  |
| 19:10           | Clayton Stanley 21 pkt | raport                                  | Urpo Sivula 31 pkt | Widzów: 3500 Sędziowie: S. Lungu i S. Rodriguez Jativa |  |

| 26 czerwca 2010 | Stany Zjednoczone      | 3:1 (25:21, 18:25, 25:19, 25:23) | Finlandia          | Sears Centre, Hoffman Estates                          |  |
| 19:10           | Clayton Stanley 19 pkt | raport                           | Urpo Sivula 22 pkt | Widzów: 4000 Sędziowie: S. Rodriguez Jativa i S. Lungu |  |

5. kolejka
| 2 lipca 2010 | Finlandia            | 0:3 (20:25, 19:25, 14:25) | Rosja                   | Tampere Ice Arena, Tampere                         |  |
| 18:40        | Matti Hietanen 9 pkt | raport                    | Maksim Michajłow 16 pkt | Widzów: 4925 Sędziowie: D. Jovanovic i I. Georgiev |  |

| 3 lipca 2010 | Finlandia          | 3:1 (25:18, 18:25, 25:23, 25:19) | Rosja            | Tampere Ice Arena, Tampere                         |  |
| 18:40 20 pkt | Urpo Sivula 25 pkt | raport                           | Maksim Michajłow | Widzów: 5020 Sędziowie: I. Georgiev i D. Jovanovic |  |

| 2 lipca 2010 | Egipt                 | 2:3 (25:20, 29:31, 17:25, 25:21, 12:15) | Stany Zjednoczone      | Cairo Complex Hall, Kair                         |  |
| 20:10        | Ahmed Abdelhay 23 pkt | raport                                  | Clayton Stanley 17 pkt | Widzów: 5460 Sędziowie: F. Pasquali i K. Todorov |  |

| 3 lipca 2010 | Egipt                 | 2:3 (25:20, 18:25, 25:19, 22:25, 16:18) | Stany Zjednoczone  | Cairo Complex Hall, Kair                         |  |
| 20:10        | Ahmed Abdelhay 25 pkt | raport                                  | Sean Rooney 20 pkt | Widzów: 6750 Sędziowie: K. Todorov i F. Pasquali |  |

6. kolejka
| 7 lipca 2010 | Egipt                    | 0:3 (18:25, 18:25, 14:25) | Finlandia          | Cairo Complex Hall, Kair                        |  |
| 20:00        | Abdel Latif Ahmed 10 pkt | raport                    | Urpo Sivula 16 pkt | Widzów: 5850 Sędziowie: O. Castillio i Al Enezi |  |

| 8 lipca 2010 | Egipt                 | 3:0 (25:23, 25:19, 25:22) | Finlandia             | Cairo Complex Hall, Kair                        |  |
| 20:00        | Ahmed Abdelhay 21 pkt | raport                    | Matti Hietanen 12 pkt | Widzów: 4930 Sędziowie: Al Enezi i O. Castillio |  |

| 9 lipca 2010 | Stany Zjednoczone     | 3:0 (25:21, 27:25, 25:23) | Rosja                    | Charles Koch Arena, Wichita                      |  |
| 19:00        | William Priddy 15 pkt | raport                    | Siemion Połtawski 14 pkt | Widzów: 5025 Sędziowie: C. Cimino i R. Cholakian |  |

| 10 lipca 2010 | Stany Zjednoczone     | 1:3 (18:25, 25:22, 17:25, 19:25) | Rosja                    | Charles Koch Arena, Wichita                      |  |
| 18:00         | William Priddy 15 pkt | raport                           | Dmitrij Muserskij 15 pkt | Widzów: 5450 Sędziowie: R. Cholakian i C. Cimino |  |